# Bluefieldsbukten

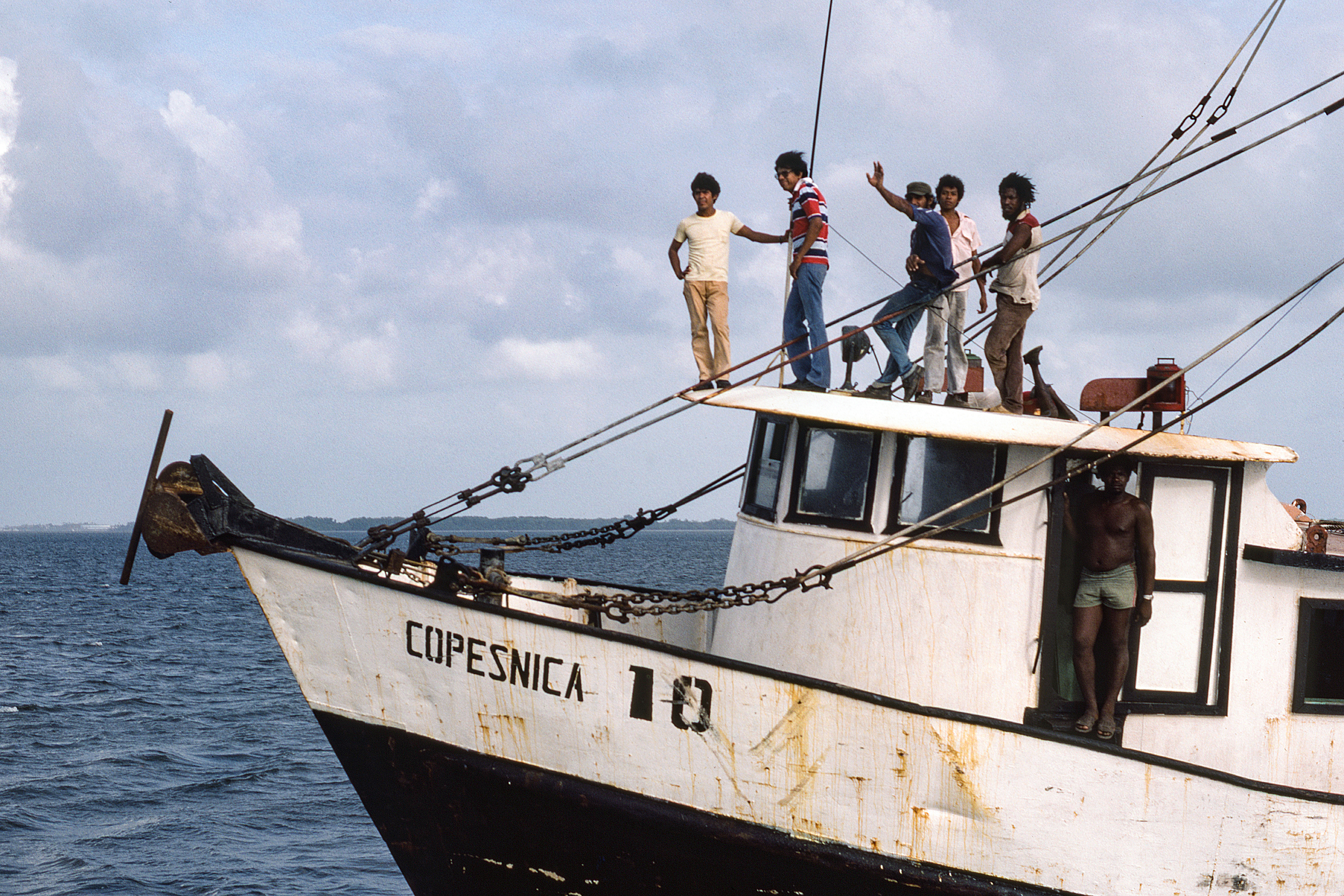
Fiskebåt i Bluefieldsbukten

Bluefieldsbukten (Bahía de Bluefields) är en stor bukt i Nicaragua vid den Karibiska kusten. Bukten, som ligger i kommunen Bluefields, är nästan helt omringad av land, med två utlopp i havet norr om respektive söder om den 15 kilometer långa ön Isla El Venado. 

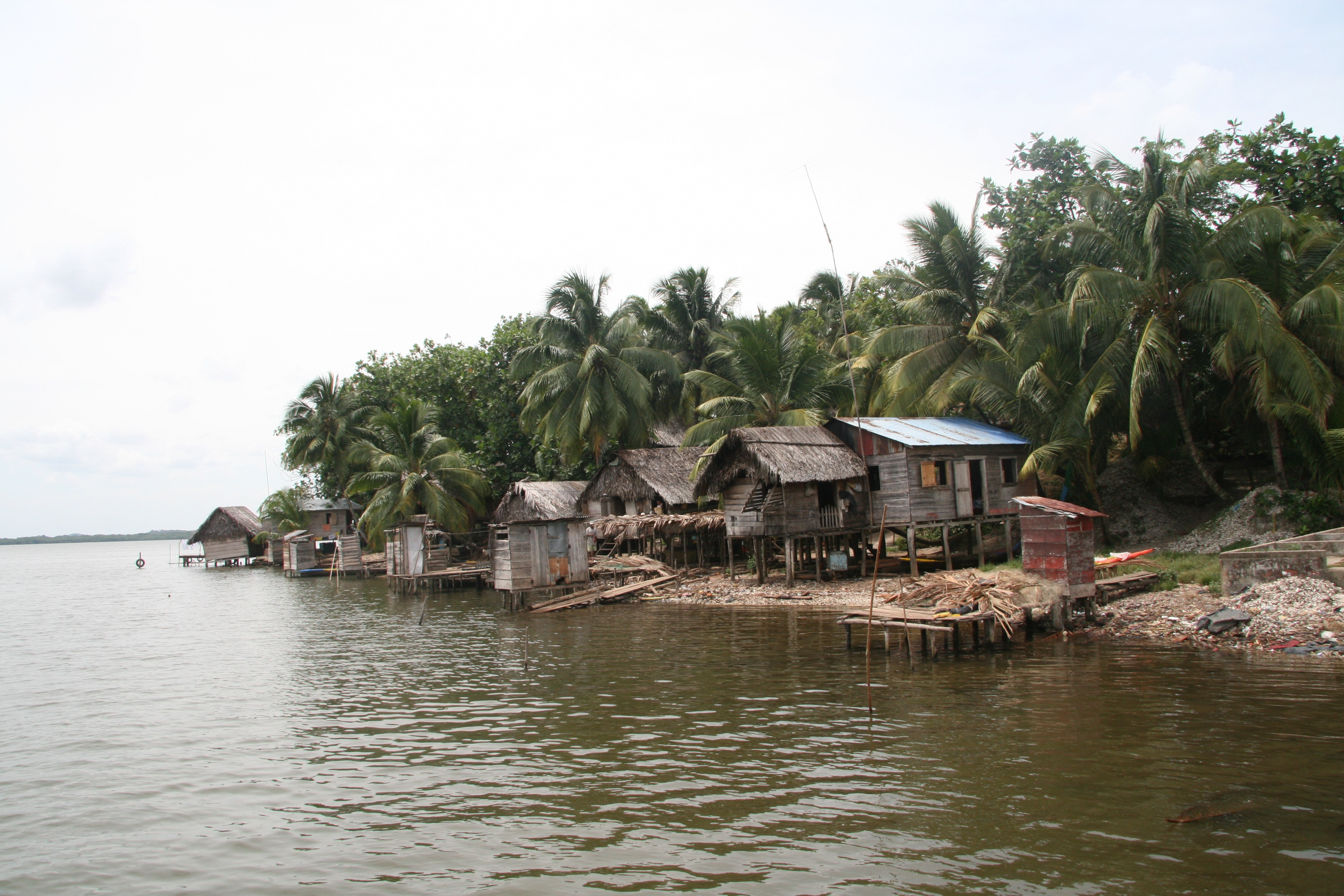
Rama Cay

Den enda staden vid bukten är Bluefileds med 36,790 invånare (2005). I övrigt finns bara två andra orter vid bukten. Mellan bukten och öppna havet ligger El Bluff med 1,833 invånare på Bluffhalvön, som trots sitt namn är en riktig halvö. I södra delen av bukten ligger Rama Cay på en liten ö med samma namn. Med 575 invånare (2005) är det huvudorten för Ramafolket.
Längst i norr rinner Río Escondido ut i Bluefieldsbukten. Den floden är den primära transportleden till övriga Nicaragua både vad gäller gods- och persontrafik. Övriga floder som rinner ut i bukten är från norr till söder Río Kukra och Río Tuswani. 
Den södra, sydöstra och nordöstra stranden av Bluefieldsbukten är den del av naturreservatet Cerro Silva.